# Tassin-la-Demi-Lune
Pour les articles homonymes, voir Tassin et Demi-lune.
Tassin-la-Demi-Lune est une commune française située dans la métropole de Lyon en région Auvergne-Rhône-Alpes. Elle est une banlieue à l'ouest et contiguë à Lyon. Ses habitants sont appelés les Tassilunois.

## Géographie
La commune de Tassin-la-Demi-Lune est située en banlieue ouest de Lyon et fait partie de la métropole de Lyon.

### Transports

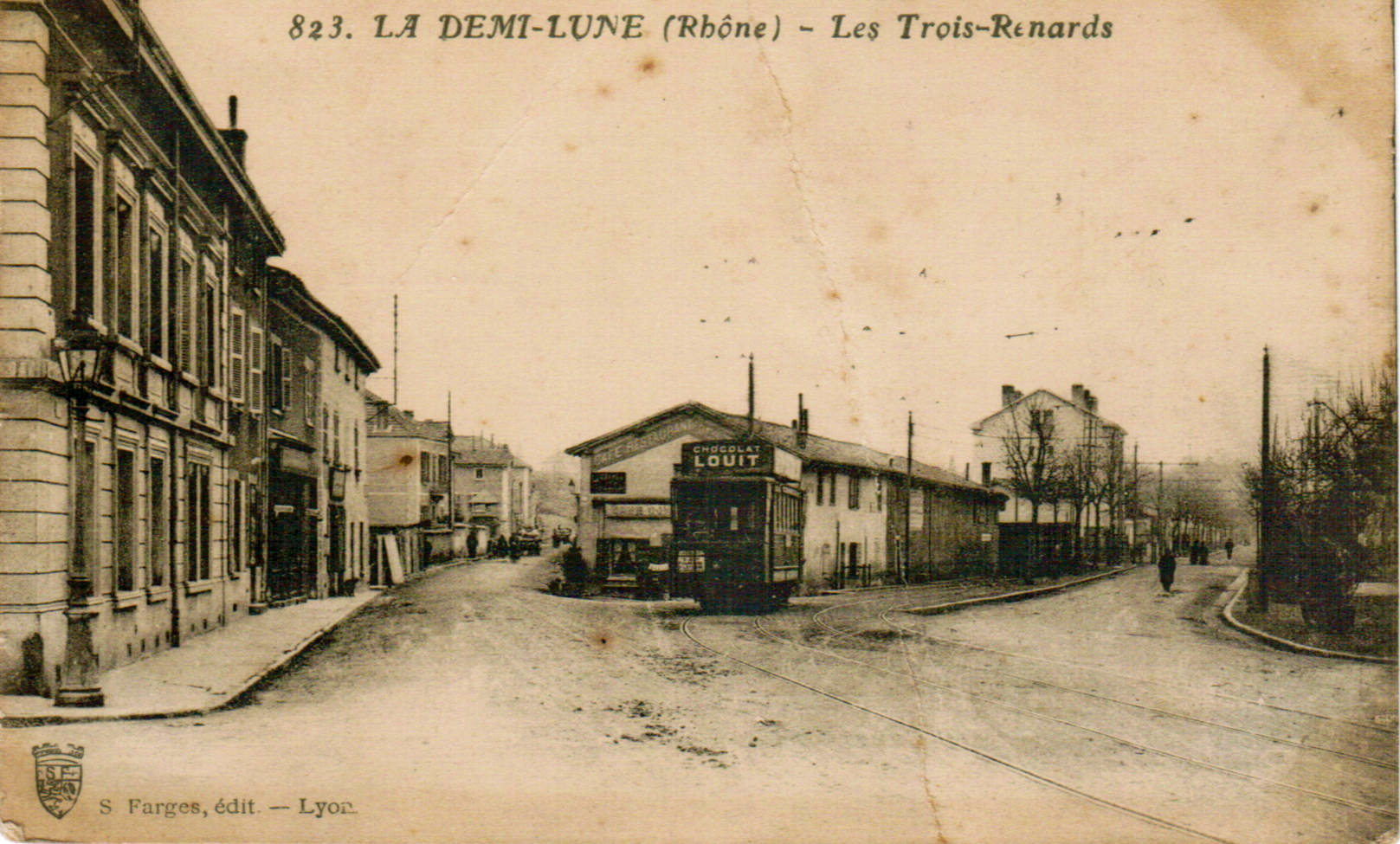
Le terminus de la ligne 5 de l'OTL aux « Trois-Renards ».

Elle est desservie par quatre gares (par ordre de fréquentation en 2021) :
- Tassin ;
- Écully-la-Demi-Lune ;
- Le Méridien ;
- Alaï.

Plusieurs lignes de bus relient la commune à la station de métro Gorge de Loup (ligne D) : les lignes fortes C21, C22, C22E et C24, les lignes complémentaires 14, 45, 65, 72, 86 et 98 ainsi que les lignes départementales 2Ex et 142. Les lignes 5 et 55 desservent également la commune depuis d'autres stations de métro.
Une toute petite partie de la porte de Valvert — connexion entre le boulevard périphérique de Lyon et la M6 (ancienne autoroute A6) — est située sur la commune de Tassin.

### Climat
Pour des articles plus généraux, voir Climat d'Auvergne-Rhône-Alpes et Climat du Rhône.
En 2010, le climat de la commune est de type climat océanique altéré, selon une étude du Centre national de la recherche scientifique s'appuyant sur une série de données couvrant la période 1971-2000. En 2020, Météo-France publie une typologie des climats de la France métropolitaine dans laquelle la commune est dans une zone de transition entre le climat semi-continental et le climat de montagne et est dans la région climatique  Nord-est du Massif Central, caractérisée par une pluviométrie annuelle de 800 à 1 200 mm, bien répartie dans l’année. 
Pour la période 1971-2000, la température annuelle moyenne est de 12 °C, avec une amplitude thermique annuelle de 18,1 °C. Le cumul annuel moyen de précipitations est de 791 mm, avec 9,3 jours de précipitations en janvier et 6,5 jours en juillet. Pour la période 1991-2020, la température moyenne annuelle observée sur la station météorologique de Météo-France la plus proche, « Brindas », sur la commune de Brindas à 8 km à vol d'oiseau, est de 12,2 °C et le cumul annuel moyen de précipitations est de 717,6 mm,. Pour l'avenir, les paramètres climatiques de la commune estimés pour 2050 selon différents scénarios d'émission de gaz à effet de serre sont consultables sur un site dédié publié par Météo-France en novembre 2022.
| Mois                                  | jan.           | fév.           | mars           | avril         | mai           | juin          | jui.          | août         | sep.          | oct.          | nov.          | déc.           | année      |
| ------------------------------------- | -------------- | -------------- | -------------- | ------------- | ------------- | ------------- | ------------- | ------------ | ------------- | ------------- | ------------- | -------------- | ---------- |
| Température minimale moyenne (°C)     | 0,5            | 0,5            | 3,2            | 6,2           | 9,6           | 13,3          | 15,6          | 14,6         | 11,6          | 8,4           | 4,2           | 0,9            | 7,4        |
| Température moyenne (°C)              | 3,7            | 4,4            | 8              | 11,8          | 15,1          | 19,4          | 21,8          | 20,7         | 17,3          | 12,9          | 7,7           | 4,2            | 12,2       |
| Température maximale moyenne (°C)     | 6,8            | 8,3            | 12,8           | 17,3          | 20,7          | 25,6          | 28            | 26,9         | 23            | 17,5          | 11,3          | 7,4            | 17,1       |
| Record de froid (°C) date du record   | −10,5 12.01.09 | −14,1 05.02.12 | −11,4 01.03.05 | −4,7 08.04.21 | 0,2 17.05.12  | 5,1 08.06.19  | 9,2 31.07.11  | 7,2 27.08.11 | 2,8 27.09.10  | −3,5 30.10.12 | −6,6 28.11.13 | −10,8 30.12.05 | −14,1 2012 |
| Record de chaleur (°C) date du record | 17,8 30.01.13  | 20,5 18.02.22  | 24,3 31.03.21  | 27,9 23.04.07 | 34,1 24.05.09 | 37,4 27.06.19 | 39,6 07.07.15 | 41 24.08.23  | 33,8 04.09.23 | 29,7 02.10.23 | 21,1 20.11.09 | 18,5 31.12.22  | 41 2023    |
| Précipitations (mm)                   | 44,9           | 37             | 42,2           | 65,8          | 71,9          | 67,8          | 66,1          | 62,6         | 54,9          | 76,2          | 81,1          | 47,1           | 717,6      |

## Urbanisme

### Typologie
Au 1er janvier 2024, Tassin-la-Demi-Lune est catégorisée grand centre urbain, selon la nouvelle grille communale de densité à sept niveaux définie par l'Insee en 2022.
Elle appartient à l'unité urbaine de Lyon, une agglomération inter-départementale regroupant 123  communes, dont elle est une commune de la banlieue,,. Par ailleurs la commune fait partie de l'aire d'attraction de Lyon, dont elle est une commune du pôle principal,. Cette aire, qui regroupe 397 communes, est catégorisée dans les aires de 700 000 habitants ou plus (hors Paris),.

### Occupation des sols
L'occupation des sols de la commune, telle qu'elle ressort de la base de données européenne d’occupation biophysique des sols Corine Land Cover (CLC), est marquée par l'importance des territoires artificialisés (77,4 % en 2018), en augmentation par rapport à 1990 (71,9 %). La répartition détaillée en 2018 est la suivante : 
zones urbanisées (60,5 %), espaces verts artificialisés, non agricoles (12,2 %), forêts (9,2 %), terres arables (6 %), prairies (5,3 %), zones industrielles ou commerciales et réseaux de communication (4,7 %), zones agricoles hétérogènes (2,1 %). L'évolution de l’occupation des sols de la commune et de ses infrastructures peut être observée sur les différentes représentations cartographiques du territoire : la carte de Cassini (XVIIIe siècle), la carte d'état-major (1820-1866) et les cartes ou photos aériennes de l'IGN pour la période actuelle (1950 à aujourd'hui).

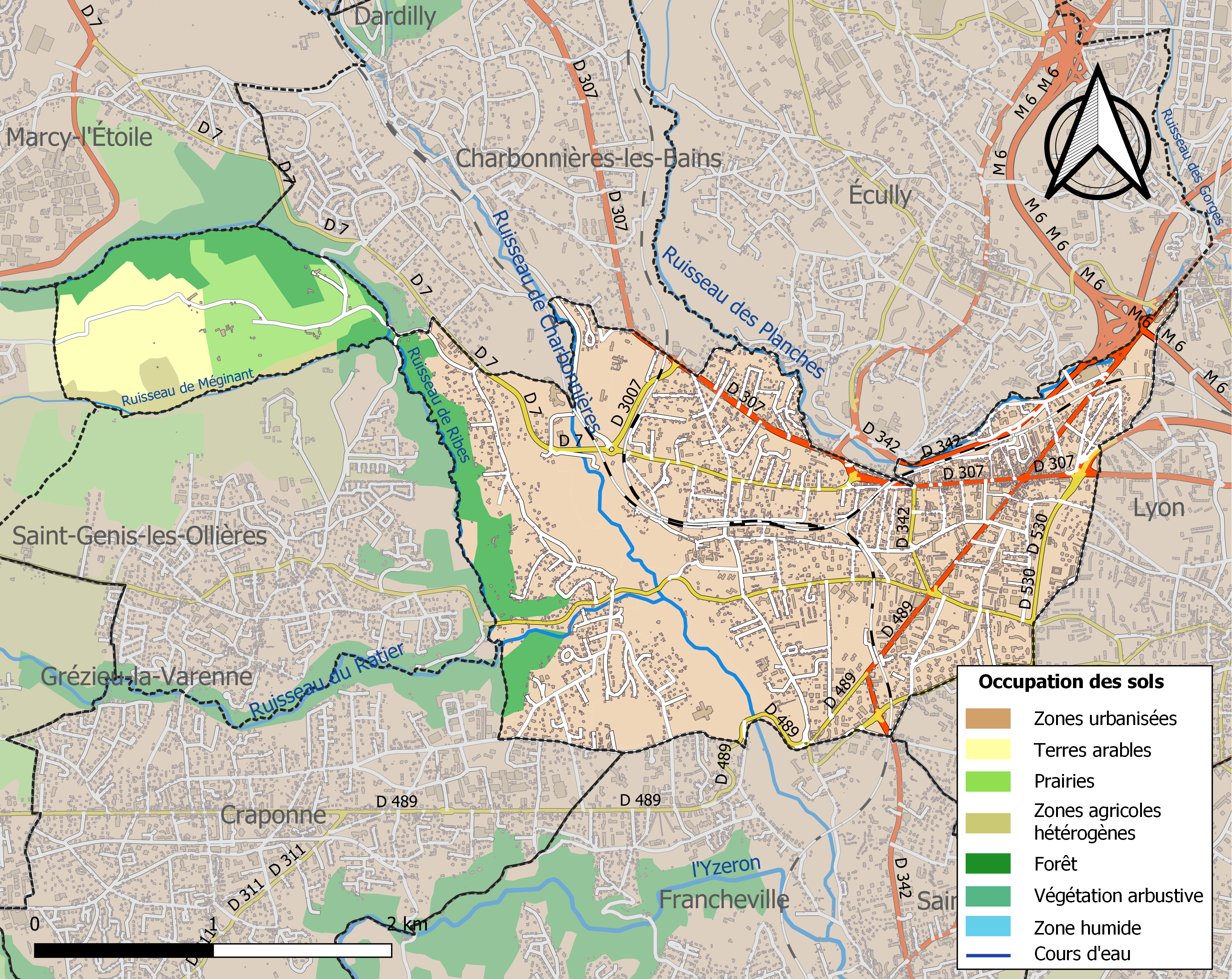
Carte des infrastructures et de l'occupation des sols de la commune en 2018 (CLC).

## Histoire

### Période gallo-romaine
Marcus Vipsanius Agrippa fait aménager dès l'an 11 av. J.-C., les quatre voies, qui partaient de Lugdunum respectivement en direction de l'Aquitaine, du Rhin, de La Manche et de la Narbonnaise. La voie d'Aquitaine, partant de la place de Trion à Saint-Just, passait au Point-du-Jour puis à l’Étoile d'Alaï où elle traversait alors la commune de Tassin-la-Demi-Lune.

### Moyen Âge
La première mention de Tassin date de 980, où le bourg figure dans une liste de paroisses dépendant de l'archevêque de Lyon. Entre 1072 et 1092, une assemblée de paix, tenue au château de Tassin, entre l'archevêque de Lyon Humbert et le comte de Forez Artaud III, disposa vraisemblablement de l'abandon par ce dernier de la cogestion des terres épiscopales,. Roland de Tacins vend sa seigneurie de Tassin aux chanoines de Lyon en 1291.

### XIXesiècle

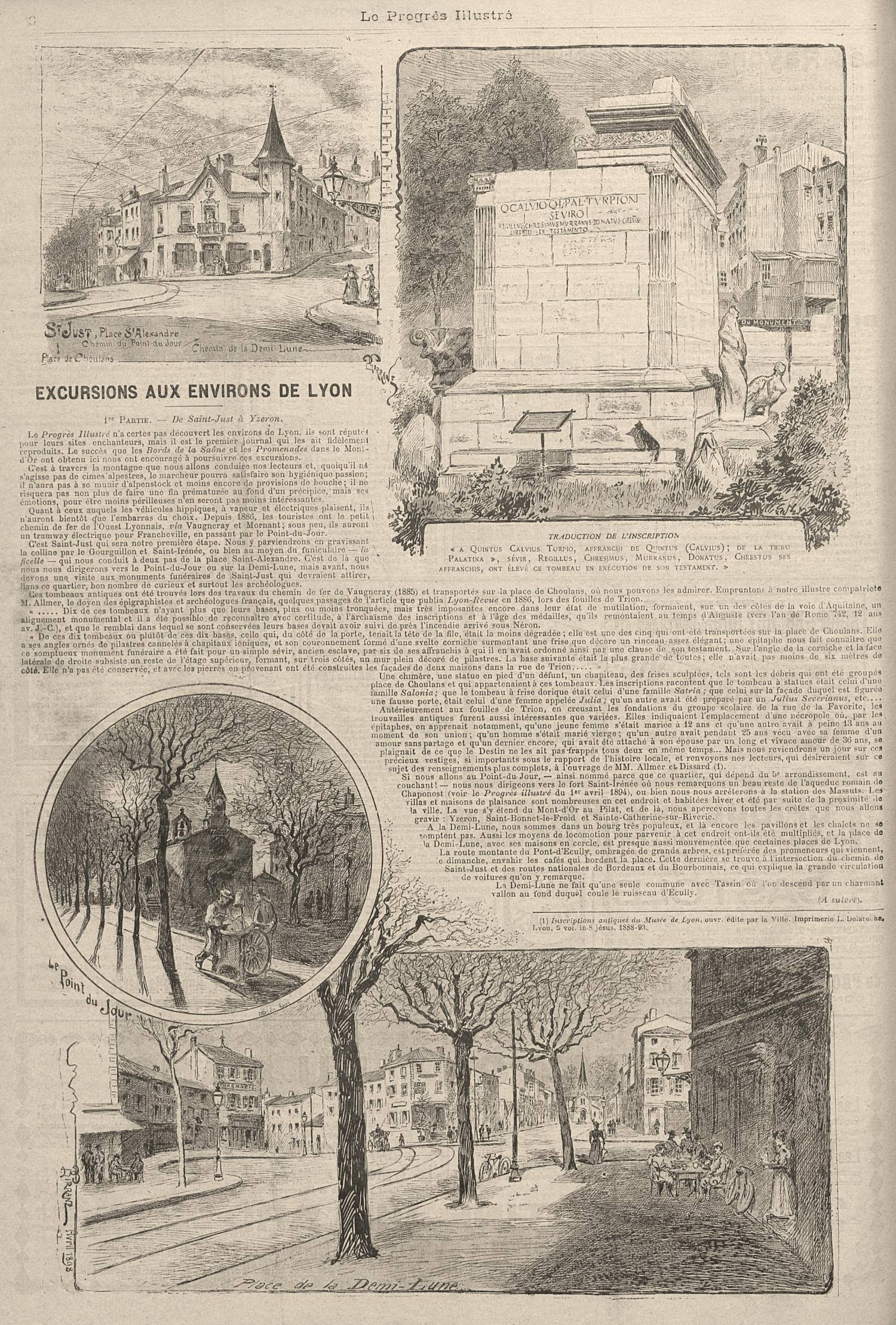
Gravure de la ville en 1898 dans le journal Le Progrès.

À la suite de la décision du Conseil général le 16 avril 1880, ratifiée le 3 janvier 1881 au Conseil d’État, une partie du quartier de La-Demi-Lune d'Écully est intégrée à la commune.

## Politique et administration

### Intercommunalité
La ville est membre de la communauté urbaine de Lyon (ou Grand Lyon, ou Courly), créée par le gouvernement en 1969.
Le Grand Lyon disparaît le 1er janvier 2015, laissant place à la collectivité territoriale de la métropole de Lyon. La commune quitte ainsi le territoire administré par le conseil départemental du Rhône.

### Liste des maires
| Période                                  | Période      | Identité              | Étiquette    | Qualité |
| ---------------------------------------- | ------------ | --------------------- | ------------ | --- |
| Les données manquantes sont à compléter. |              |                       |              | |
| 1894                                     | 1896         | Émile Lachize         |              | Médecin |
| 1896                                     | 1900         | Alphonse Rieussec     |              | Médecin |
| 1900                                     | 1903         | Émile Lachize         |              | Médecin |
| 1903                                     | 1908         | Étienne Marin         |              | |
| 1908                                     | 1930         | Hippolyte Péragut     |              | |
| 1930                                     | 1935         | Pierre Vauboin        |              | |
| 1935                                     | 1944         | Édouard Ruelle        |              | |
| septembre 1944                           | octobre 1947 | Joseph Huissoud       |              | |
| octobre 1947                             | juillet 1952 | Pierre Audras         |              | Démissionnaire |
| octobre 1952                             | mars 1971    | Joseph Huissoud       |              | |
| mars 1971                                | avril 1992   | Georges Perret        | UDF-CDS      | Ancien acheteur Conseiller général du canton de Tassin-la-Demi-Lune (1985 → 2001) Démissionnaire                                                               |
| avril 1992                               | mars 2004    | Alain Imbert          | RPR puis UMP | Chirurgien-dentiste Démissionnaire |
| avril 2004                               | mars 2014    | Jean-Claude Desseigne | UDI          | Avocat Vice-président du Grand Lyon (2008 → 2014) |
| mars 2014                                | En cours     | Pascal Charmot        | UMP-LR       | Chargé de projet Conseiller général du canton de Tassin-la-Demi-Lune (2008 → 2014) Conseiller de la Métropole de Lyon (2015 → ) Réélu pour le mandat 2020-2026 |

### Distinctions et labels
En 2014, la commune de Tassin la-Demi-Lune bénéficie du label « ville fleurie » avec « deux fleurs » attribuées par le Conseil national des villes et villages fleuris de France au concours des villes et villages fleuris.

## Population et société

### Démographie
L'évolution du nombre d'habitants est connue à travers les recensements de la population effectués dans la commune depuis 1793. Pour les communes de plus de 10 000 habitants les recensements ont lieu chaque année à la suite d'une enquête par sondage auprès d'un échantillon d'adresses représentant 8 % de leurs logements, contrairement aux autres communes qui ont un recensement réel tous les cinq ans,.

En 2022, la commune comptait 22 819 habitants, en évolution de +2,07 % par rapport à 2016 (Rhône : +3,93 %, France hors Mayotte : +2,11 %).
| 1793 | 1800 | 1806 | 1821 | 1831 | 1836 | 1841 | 1846 | 1851 |
| ---- | ---- | ---- | ---- | ---- | ---- | ---- | ---- | ---- |
| 395  | 257  | 326  | 415  | 656  | 728  | 816  | 852  | 868  |

| 1856 | 1861  | 1866  | 1872  | 1876  | 1881  | 1886  | 1891  | 1896  |
| ---- | ----- | ----- | ----- | ----- | ----- | ----- | ----- | ----- |
| 997  | 1 081 | 1 188 | 1 422 | 1 690 | 2 664 | 3 529 | 3 479 | 3 518 |

| 1901  | 1906  | 1911  | 1921  | 1926  | 1931  | 1936  | 1946  | 1954  |
| ----- | ----- | ----- | ----- | ----- | ----- | ----- | ----- | ----- |
| 4 056 | 4 528 | 4 688 | 5 263 | 5 893 | 6 512 | 6 750 | 7 675 | 8 574 |

| 1962   | 1968   | 1975   | 1982   | 1990   | 1999   | 2006   | 2011   | 2016   |
| ------ | ------ | ------ | ------ | ------ | ------ | ------ | ------ | ------ |
| 10 930 | 12 983 | 14 886 | 15 001 | 15 460 | 15 977 | 18 209 | 19 868 | 22 356 |

| 2021   | 2022   | - | - | - | - | - | - | - |
| ------ | ------ | - | - | - | - | - | - | - |
| 22 676 | 22 819 | - | - | - | - | - | - | - |

### Enseignement
Tassin-la-Demi-Lune est située dans l'académie de Lyon.

#### Établissements scolaires publics
- École maternelle Jacques-Prévert (12, avenue du Général-Leclerc).
- École maternelle Demi-Lune (24, avenue Georges-Clemenceau).
- École maternelle et élémentaire du Baraillon (8, chemin du Baraillon).
- École élémentaire Leclerc (16, avenue du Général-Leclerc).
- École élémentaire Berlier-Vincent (11 bis, avenue du Général-Leclerc).
- Collège Jean-Jacques-Rousseau (27, rue François-Mermet).

#### Établissements scolaires privés
- École maternelle et élémentaire Vincent-Serre (13, avenue de la République).
- École maternelle et élémentaire Saint-Charles (59, avenue de la République).
- Institution Saint-Joseph (7, rue du Lieutenant Henri-Audras).
- École maternelle et élémentaire Saint-Claude (62, avenue du 8-Mai-1945).
- École maternelle et élémentaire nouvelle du Chapoly (18, chemin de la Chênaie).

### Équipements culturels
- Théâtre de l'Atrium (35, avenue du 8 mai 1945).
- Cinéma Le Lem (62, avenue du 8 mai 1945).
- École de musique de Tassin (12, rue Jules Ferry).

### Manifestations culturelles et festivités
- Mars : les mini-foulées (stade René-Dubot).
- Mars : les foulées tassilunoises (course de 10 km).
- Mars : fête de la langue française et de la francophonie (Atrium).
- Avril : Scott 1000 bosses (course de cyclisme longue-distance).
- Mai : assises internationales du roman (Atrium).
- 21 juin : fête de la musique (place Péragut, parvis de l'Atrium, espace Jules Ferry...).
- 13 juillet : spectacle pyrotechnique et bal des pompiers (place Péragut, caserne de Tassin).
- Début septembre : olympiades de Tassin (stade René-Dubot, ou gymnase des Genetières en cas de mauvais temps).
- Septembre : les 10 km de l'Horloge (course à pied).
- Septembre : Fête de la Gastronomie
- Septembre : journées européennes du patrimoine.
- Septembre : forum des associations (Atrium).
- Octobre : festival Lumière (cinéma Le Lem).
- 8 décembre : fête des lumières (place Péragut, avenue de la République).
- Marché des peintres et des sculpteurs : tous les premiers dimanche du mois (promenade des Tuileries).

### Sports
- U.O.D.L (Union Olympique Demi-Lunoise) : 
L'U.O.D.L Tassin est une association omnisports fondée le 24 décembre 1909 sous le nom de U.S.D.L (Union Sportive Demi-Lunoise).
- Neliza racing Team : 
L'association Neliza est domiciliée dans la commune depuis 1997, date de sa création. Son but est d'aider les jeunes à débuter dans le sport motocycliste par des conseils aussi bien techniques que dans la recherche de formules permettant d'accéder à moindre coût à la compétition.

L'association participe à de nombreuses compétitions en France, elle a notamment participé à la Junior Cup entre 1997 et 2002 dans le cadre des coupes de France Promosport, puis aux coupes de France Promosport en catégorie 125 cm3. Enfin, depuis 2007, elle engage une moto Honda 125CBR en championnat de France d'endurance moins de 25 cv (compétition organisée par la Fédération Française de Motocyclisme).
- Cycloteam69 : 
Le Cycloteam69, club cycliste de la ville, est un club phare de la région lyonnaise et a toujours accueilli des sportifs de talent comme Nicolas Fritsch, Jacques Chavanon, Yann Perrin, Olivier Rouméas ou encore Eric Sauvètre. En 2013, le club a refait plusieurs étapes du Tour de France 1903, notamment celle reliant Lyon à Marseille.

Le club de football Tassin FC est intégré en juillet 2020 au sein du nouveau club GOAL FC qui regroupe également Monts d'Or Anse Foot (MDA), Champagne Sport Football et Futsal Saône Mont d'Or.

#### Équipements sportifs
- Gymnase des Coquelicots (impasse des Coquelicots).
- Complexe Aquavert (1, chemin des Cytises).
- Stade du Sauze (58 bis, avenue du 11 novembre). E
- Gymnase des Genetières (1, rue des Cosmos).
- Gymnase des Croisettes (1, avenue. Mathieu Misery).
- Stade Bouliste (24, rue des Cerisiers).
- Stade René Dubot (13, avenue Mathieu Misery).

## Économie
En 2010, le revenu fiscal médian par ménage était de 34 551 € ce qui plaçait Tassin-la-Demi-Lune au 7 092e rang parmi les 31 525 communes de plus de 39 ménages en métropole.
En 2012, la part des ménages fiscaux imposés était de 76,3 %

## Culture locale et patrimoine

### Lieux et monuments

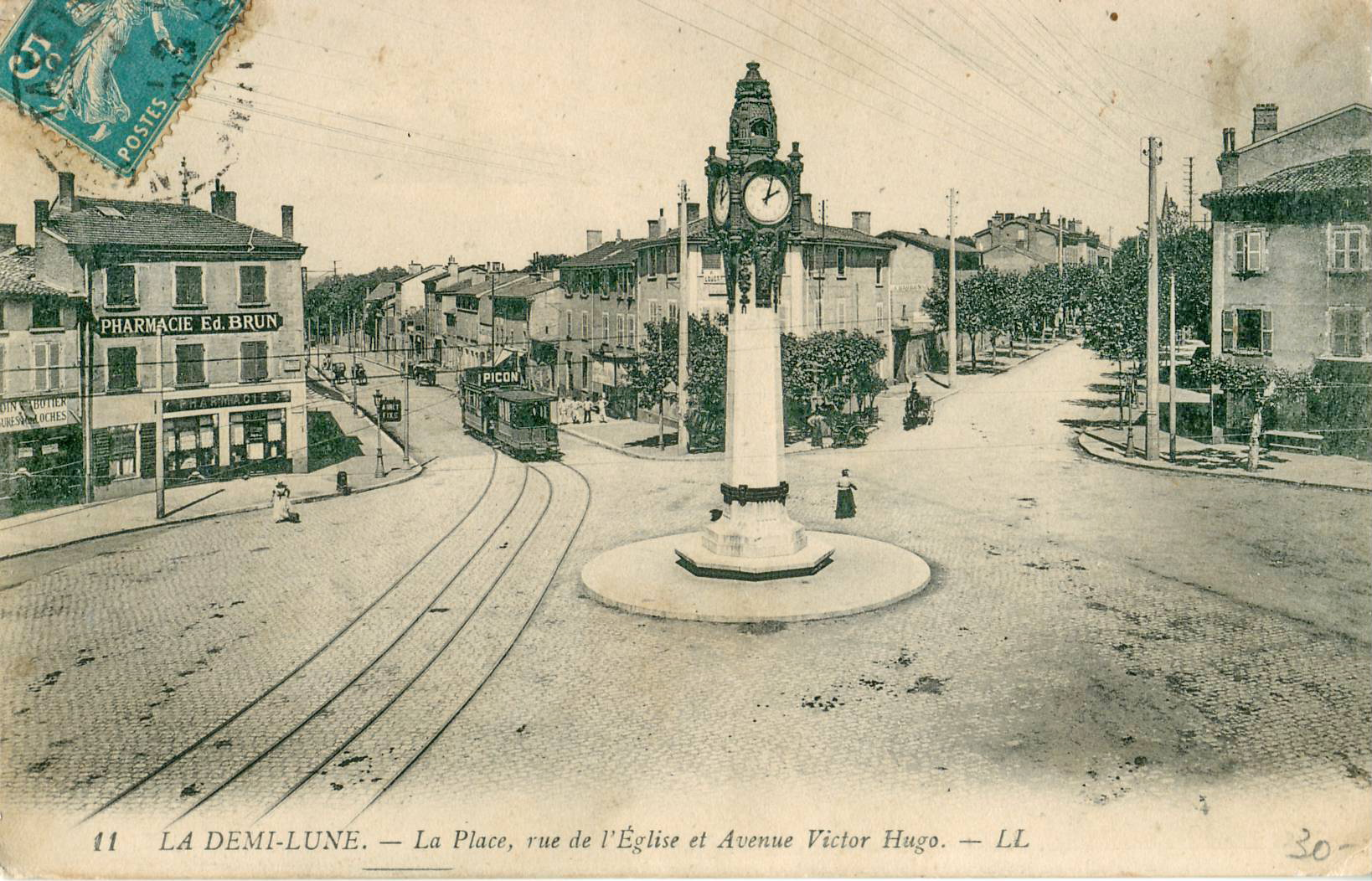
La place de la Demi-Lune, avec son horloge alors récemment érigée. On voit également l'emplacement de la station de la ligne 5 du tramway de l'OTL

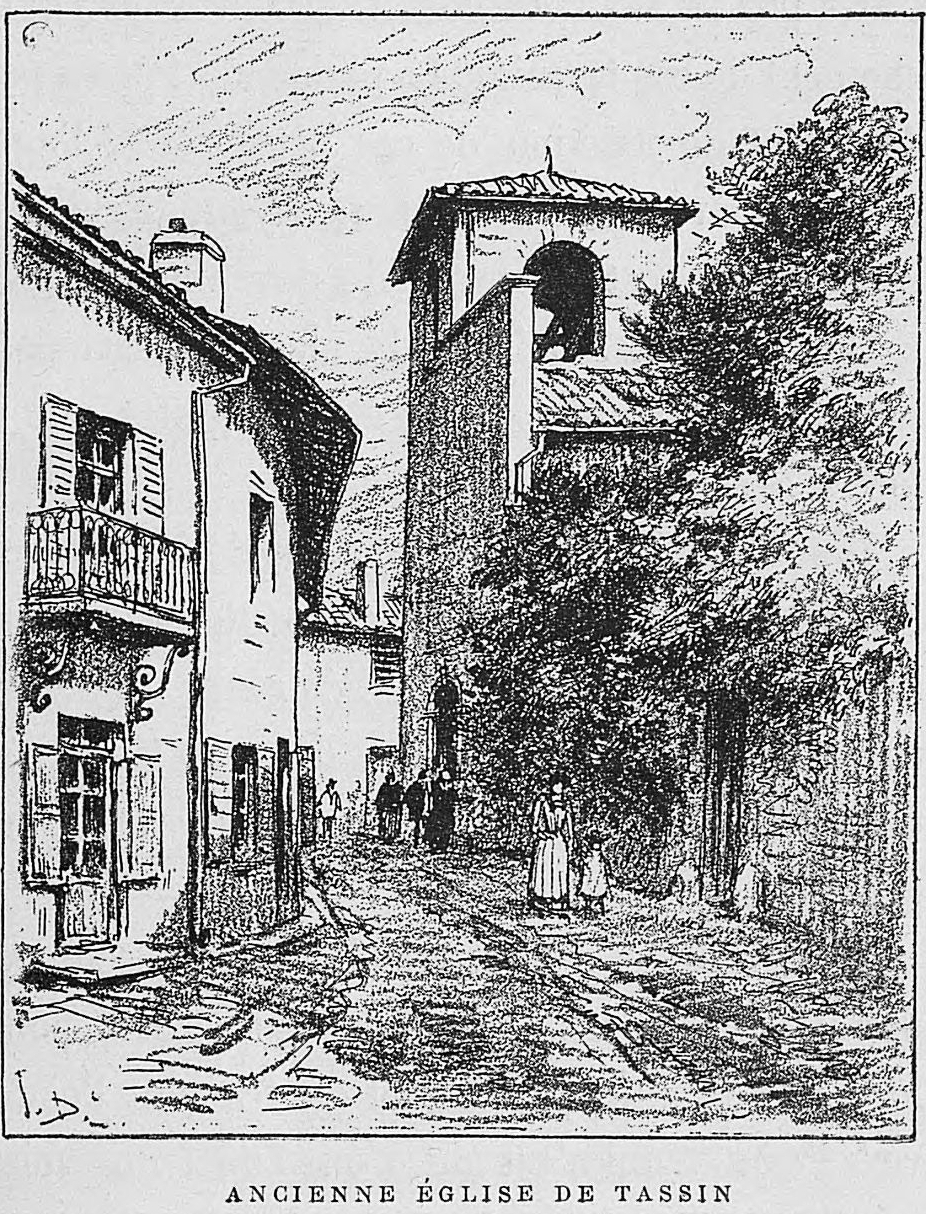
L'ancienne église, illustrée par Joannès Drevet (1854–1940).

- L'Horloge qui orne le centre du fameux « point de croisement » en demi-lune des routes royales. Inaugurée le 5 avril 1908 en présence d'Édouard Herriot, elle est construite d'après les plans de MM. Robert et Chollat, jeunes architectes lyonnais, et du sculpteur Pierre Devaux. Située place Vauboin, elle a été rénovée en 2003 et « inaugurée » une seconde fois en 2007, pour le centenaire de la pose de sa première pierre. L'événement du centenaire a permis également de faire reconnaître et inscrire l'Horloge dans l'Inventaire supplémentaire des monuments historiques[26].
- Le château fort est actuellement à l'état de « ruines ». Il n'en reste en effet qu'un mur d'enceinte dans la montée des Roches, une rue du bourg.
- La ville de Tassin la-Demi Lune possédait autrefois, vers 1258, un château nommé château de Grange blanche. Il fut en partie détruit pour percer l'actuelle avenue Gambetta. Les ailes du château transformées en maisons indépendantes sont aujourd'hui encore visibles.
- Le clocher de l'église autour de laquelle s'organisait le village de Tassin est conservé dans la propriété du prieuré. Il est donc encore visible dans le bourg de Tassin, plus précisément à la place de Tassin, près de l'actuelle église Saint-Claude.
- L'église Saint-Claude a été édifiée entre 1866 et 1868 par l'architecte Clair Tisseur. La façade principale a été remise à neuf en 2007 et la façade nord ainsi que le parvis ont fait l'objet d'importants travaux en 2011.
- Les vestiges de l'aqueduc de la Brévenne[27] du Rampant de fuite du siphon des Massues.
- L'église moderne Saint-Joseph, construite en 1971 par les architectes Grimal, Mermet et Sabatier. Ses immenses baies vitrées laissent entrer la lumière et la vision de la verdure omniprésente à l'extérieur.

L'ancienne église Saint-Joseph est construite sur les plans de Pierre Bossan et terminée en 1842.
En 1968, le conseil municipal de Lyon approuve le rachat de l'église sise au 1 rue de Montribloud avec ses 2 000 mètres carrés de terrain pour la somme de 1 140 000 francs à l'Association Diocésaine de Lyon, afin d'aménager le carrefour d'extrémité de la bretelle d'accès au tunnel de Fourvière
Les parcs et les squares :
- Parc de la Pomme (chemin de la Pomme).
- Jardins de l'Hôtel de ville (avenue Charles-de-Gaulle, avenue Leclerc).
- Parc de la Vernique (chemin de la Vernique).
- Parc de l’Orangerie (rue de Belgique).
- Parc Beauséjour (163, rue Charles-de-Gaulle).
- Parc des Beaux Ombrages (rue Professeur-Depéret).
- Square (rue Joliot-Curie).
- Parc de L’Atrium (35, avenue du 8-mai-1945).
- Jardin Mermet (rue François-Mermet)

### Personnalités liées à la commune
- Paul Desgrand (1799-1878), négociant en textile, s'y installa dans son domaine de Montcellard et y mourut.
- Charles Depéret (1854 - 1929), scientifique, a vécu à Tassin.
- Émilie Dauvergne (1866 - 1943), artiste peintre, a vécu à Tassin et y mourut.
- En mai 1897, le tueur en série Joseph Vacher assassina et jeta dans un puits un vagabond, Claudius Beaupied, 14 ans. Son corps ne sera retrouvé que cinq mois plus tard.
- Charles Guthmüller (1897 - 1976), député des Vosges.
- Anne Sylvestre (1934-2020), chanteuse de son vrai nom Anne Beugras, née à Lyon, y a passé son enfance.
- Marie Chaix (née Beugras en 1942), écrivaine, sœur de la précédente.
- Anne Gastinel, violoncelliste et professeur au conservatoire national supérieur de musique et de danse de Lyon, y est née en 1971.
- Corinne Maîtrejean, escrimeuse fleuretiste française, y est née en 1979.
- Guillaume Lacour (né en 1980), footballeur au club Évian TGFC, formé à l'Olympique lyonnais et plus précédemment au club local de l'UODL à Tassin où il a passé sa jeunesse.
- Jérémy Berthod, footballeur de l'AJ Auxerre depuis 2008 et ancien de l'OL y est né en 1984.
- Guillaume Joli, joueur de l'équipe de France de handball, a joué dans l'UOLD de Tassin de 1994 à 2000. Ses parents y vivent toujours.
- Tiffany Fanjat, née en 1981 à Tassin-la-Demi-Lune, karatéka championne du monde en 2008, 2010 et 2012[30].
- Woodkid, de son vrai nom Yoann Lemoine, né en 1983 à Tassin-la-Demi-Lune, est un réalisateur, musicien et graphiste français.
- Guillaume Poix (né en 1986), dramaturge et écrivain né à Tassin
- Marlène Saldana (originaire de la ville, née en 1978), comédienne et performeuse originaire de la commune[31].

### Héraldique
|  | Les armes de la commune de Tassin-la-Demi-Lune se blasonnent ainsi : D'or aux trois bandes d'azur, à l'horloge du lieu du champ brochant sur le tout, adextrée en chef d'une étoile du même chargeant la deuxième bande et senestrée d'un croissant tourné aussi d'or chargeant la première bande, au chef aussi d'azur chargé de trois roses d'or. |

#### Sources
- [Archives du Rhône, 3521 W 5] Direction départementale de l'équipement, Tunnel de Fourvière à Lyon : TUNNEL - FONCIER - acquisitions foncières - Dossier général : plans parcellaires de l'enquête de 1964 - arrêtés du Préfet - Dossiers parcellaires individualisés - Classement LYON no 3 à 38 - Classement TASSIN-LA-DEMI-LUNE no 1 à 11, Lyon, Ville de Lyon, 1963-1968.